# Войтецький Артур Йосипович
Арту́р Йос́ипович Войте́цький (23 жовтня 1928, Вінниця, Українська РСР — 22 травня 1993, Київ, Україна) — радянський і український кінорежисер, сценарист, педагог. Заслужений діяч мистецтв УРСР (1990).
1954 року закінчив КДІТМ ім. І. Карпенка-Карого (відділення кіно), де викладав у 1966–1971 рр.
З 1953 р. — асистент режисера, потім режисер Київської кіностудії художніх фільмів.

## Фільмографія
- Народжені бурею (1957, режисер у співавт. з Я. Базеляном)
- Це було навесні (1959, режисер у співавт. з К. Гаккелем)
- Летючий корабель (1960, режисер разом з М. Юферовим)
- Десь є син (1962)
- Стежки-доріжки (1963, режисер у співавт. з О. Борисовим)
- До уваги громадян та організацій (1965, режисер)
- З нудьги (1968, режисер, автор сценарію у співавт. з Юрієм Іллєнком, Юрієм Пархоменком, Євгеном Хринюком; Почесна грамота фестивалю; диплом актрисі Майї Булгаковій; приз видавництва «Мистецтво» (Єреван) Валерію Башкатову — на кінофестивалі республік Закавказзя та України в Єревані, 1968 р.)
- Тронка (1971)
- Хвилі Чорного моря (1975–1976)
- Розповіді про любов (1980, автор сценарію, режисер)
- Історія одного кохання (1981, автор сценарію, режисер; Диплом фестивалю і приз газети «Советская культура» — на ВКФ телефільмів в Єревані, 1981 р.)
- Ще до війни (1982, автор сценарію, режисер Борис Савченко, Перша премія та приз журі, приз СК СРСР — на ВКФ телефільмів в Алма-Аті, 1983 р.)
- Ненаглядний мій (1983, співавт. сценар. з Віктором Астаф'євим, режисер; Приз Тетяні Шестаковій за найкраще виконання жіночої ролі — на ВКФ телефільмів у Києві, 1985 р.)
- Десь гримить війна (3 серії) (1986, співавт. сценар. з Віктором Астаф'євим, режисер)
- Нині прослався син людський (1990, автор сценарію, режисер)
- Господи, прости нас грішних (1992, автор сценарію, режисер)